# 7 psychopatów
7 psychopatów (ang. Seven Psychopaths) – brytyjska komedia kryminalna z 2012 roku w reżyserii Martina McDonagha. Zdjęcia kręcono w Los Angeles.
Światowa premiera filmu miała miejsce 7 września 2012 roku podczas 37. Międzynarodowego Festiwalu Filmowego w Toronto. W Polsce premiera filmu odbyła się 30 listopada 2012 roku.

## Opis fabuły
Marty Faranan (Colin Farrell) pisze kolejny scenariusz, ale brakuje mu pomysłów. Terminy gonią, a na dodatek kłopotów przysparza mu potwornie zazdrosna ukochana, Kaya (Abbie Cornish). Jakby tego było mało, ma na głowie przyjaciela, Billy'ego (Sam Rockwell), który jest aktorem, ale nie ma pracy i wciąż kombinuje, jak przeżyć kolejny dzień. Wraz ze swoim kumplem Hansem (Christopher Walken) - religijnym facetem z gangsterską przeszłością - Billy zabiera się za podobno intratny biznes. Panowie kradną psy, by zwrócić je właścicielom za odpowiednio wysokie znaleźne. Pewnego dnia porywają czworonoga rasy shihtzu, należącego do bezlitosnego mordercy, Charliego (Woody Harrelson), który wręcz obsesyjnie uwielbia swojego psa i ma zamiar zabić każdego, kto maczał palce w porwaniu. Historia się coraz bardziej komplikuje, a wplątany w nią jest nie tylko Marty, ale i piękna dziewczyna zabójcy, Angela (Olga Kurylenko) oraz dziwaczny facet z króliczkiem – Zachariah (Tom Waits).

## Obsada
- Colin Farrell jako Marty Faranan
- Christopher Walken jako Hans Kieslowski
- Sam Rockwell jako Billy Bickle
- Woody Harrelson jako Charlie Costello
- Tom Waits jako Zachariah Rigby
- Abbie Cornish jako Kaya
- Olga Kurylenko jako Angela
- Željko Ivanek jako Paulo
- Gabourey Sidibe jako Sharice
- Linda Bright Clay jako Myra
- Amanda Mason Warren jako Gabby
- Kevin Corrigan jako Dennis
- Michael Pitt jako Larry
- Michael Stuhlbarg jako Tommy

i inni